# 沙布雷基諾區
52°51′15″N 35°11′50″E / 52.85417°N 35.19722°E
沙布雷基諾區（俄语：Шаблыкинский район），是俄羅斯的一個區，位於該國西南部，由奧廖爾州負責管轄，面積847.5平方公里，2010年人口8,045，人口密度每平方公里9.49人。